# Harald Eia
Harald Meldal Eia, mais conhecido como Harald Eia (Bærum, 9 de fevereiro de 1966) é um humorista, documentarista e sociólogo norueguês pela Universidade de Oslo. Seu documentário, em formato de série televisiva, Hjernevask (em português Lavagem Cerebral, mas mais conhecido no Brasil pelo nome do primeiro episódio: "O Paradoxo da Igualdade"), recebeu, em 2010, os prêmios Frits Ords Honnør e o Mensa Noruega.

## Aparições na TV
- 1987: Diskuteket
- 1991: U
- 1992: The Show ( com Otto Jespersen)
- 1994: Egentlig'
- 1994: U:natt
- 1995: Lillelørdag (com Bård Tufte Johansen e Marit Åslein)
- 1997: Sommeråpent
- 1998–99 à 2000–01: Åpen post (com Bård Tufte Johansen)
- 1999: Minner fra Lillelørdag
- 2000: Copacabana"
- 2003: Uti vår hage (com Bård Tufte Johansen e Atle Antonsen)
- 2004: Team Antonsen (com Atle Antonsen, Bård Tufte Johansen e Kristopher Schau)
- 2005: Tre brødre som ikke er brødre com Bård Tufte Johansen e Atle Antonsen)
- 2007: Videobloggeren Rubenmann
- 2008: Uti vår hage 2 (com Bård Tufte Johansen e Atle Antonsen)
- 2009: Den norske humor
- 2010: Hjernevask
- 2010: Storbynatt (com Bård Tufte Johansen)
- 2012: Brille (com Bård Tufte Johansen)

Além disso, Harald Eia também já trabalhou diversas vezes com o trio humorístico norueguês KLM.

## Filmografia
- Secondløitnanten (1993)
- Jakten på nyresteinen (1996)
- Detektor (2000)
- United (2003)
- Kong Curling (2011)